# Martingala (gioco d'azzardo)
Una martingala (dal francese martingale) fa parte di una classe di strategie utilizzate nel gioco d'azzardo che hanno avuto origine e hanno visto la loro maggiore diffusione nella Francia (dall'occitano abitante di Martigues) del XVIII secolo. La più semplice di queste strategie, appunto la martingala, fu ideata per un gioco molto simile al celebre testa o croce che prevedeva la vincita della posta in caso di testa e la perdita in caso di croce. La strategia applicatavi più comunemente prevedeva che il giocatore raddoppiasse la puntata dopo ogni perdita, in modo che la prima vincita recuperasse tutte le perdite precedenti più una vincita pari alla puntata originale. La strategia martingala è stata applicata successivamente anche alla roulette, scommettendo solo sul colore, poiché la probabilità che esca rosso o nero è al 48.86%. Essa ha contestualmente trovato larga diffusione in svariate altre tipologie di giochi d'azzardo, data la sua facilità di comprensione (errata) e di utilizzo anche senza la necessità di studio e approfondimento.
Supponendo che un giocatore abbia disponibilità infinita, quindi sia sempre in grado di coprire la puntata successiva in caso di perdita, sarebbe possibile stabilire l'infallibilità di questa strategia, dato che presto o tardi uscirà necessariamente testa. Tuttavia, sul piano reale, nessuno dei giocatori possiede normalmente una tale disponibilità economica e la crescita esponenziale della scommessa esaurisce molto rapidamente le risorse del giocatore che sceglie di utilizzare questa strategia, senza considerare il limite di puntata e di vincita stabilita da tutti i casinò.
Martingale è il sistema di scommesse più comune nella roulette. La popolarità di questo sistema è dovuta alla sua semplicità e disponibilità. Quando si gioca su Martingala, si crea l'impressione ingannevole di vittorie facili e veloci. L'essenza del sistema di gioco della roulette Martingale è la seguente: scommettiamo su pari possibilità di roulette (rosso-nero, pari-dispari), ad esempio, su "rosso": scommettiamo $ 1 sulla roulette: se perdiamo, raddoppiamo la puntata e scommettiamo $ 2. Se perdiamo nuovamente, perdiamo la puntata corrente ($ 2) e la puntata precedente ($ 1) per un importo di $ 3. Se vinciamo, vinciamo $ 4 avendone puntati 3 (1 + 2 = 3 dollari) e abbiamo 1 dollaro di vincita netta dalla roulette. Se hai perso alla roulette per la seconda volta, utilizzando il sistema di roulette Martingale, raddoppiamo nuovamente la scommessa (ora è di $ 4). Se vinciamo, riconquisteremo le due puntate precedenti (1 + 2 = $ 3) e l'attuale ($ 4), e di nuovo vinciamo $ 1 contro il casinò.

## Analisi intuitiva
Il motivo alla base del fatto che tutti i sistemi di scommesse di tipo martingale falliscono è che nessuna informazione collezionata sui risultati delle scommesse precedenti può essere utilizzata per prevedere i risultati delle scommesse future con una precisione migliore del caso. Nella terminologia matematica, ciò corrisponde al presupposto che i risultati di vincita di ogni scommessa sono variabili casuali indipendenti e distribuite in modo identico, presupposto valido in molte situazioni realistiche. Da questo presupposto deriva che il valore atteso di una serie di scommesse è pari alla somma, su tutte le scommesse che potrebbero potenzialmente verificarsi nella serie, del valore atteso di una scommessa potenziale moltiplicato per la probabilità che il giocatore effettui tale scommessa. Nella maggior parte dei giochi da casinò, il valore atteso di ogni singola scommessa è negativo, quindi necessariamente anche la somma di molti numeri negativi sarà sempre negativa.
La martingala fallisce anche ipotizzando tempi di arresto illimitati, purché vi sia un limite ai guadagni o alle scommesse (che nella pratica è un'evenienza reale). Solo nel caso di disponibilità di denaro, quantità di puntate, e tempo illimitati si potrebbe sostenere che la martingala sia una strategia vincente.

## Analisi matematica
L'impossibilità di vincere nel lungo periodo, dato un limite alla dimensione delle scommesse o un limite alla dimensione del proprio bankroll o linea di credito, è dimostrata dal teorema di arresto opzionale.

## Analisi matematica del singolo round
Si definisca un round come una sequenza di perdite consecutive seguita da una vincita o dal fallimento del giocatore. Dopo uno di questi due eventi avrà inizio un nuovo round. Una sequenza continua di puntate di martingala può quindi essere suddivisa in una sequenza di round indipendenti. Di seguito è riportata un'analisi del valore atteso di un round.
Sia q la probabilità di perdere (ad esempio nella roulette americana a doppio zero, è 20/38 per una scommessa su nero o rosso). Sia B l'importo della scommessa iniziale. Sia n il numero finito di scommesse che il giocatore può permettersi di perdere.
La probabilità che il giocatore perda tutte le n scommesse è qn . Sommando tutte le perdite di tutte le scommesse, la perdita totale sarà così rappresentata:
{\displaystyle \sum _{i=1}^{n}B\cdot 2^{i-1}=B(2^{n}-1)}
La probabilità che il giocatore non perda tutte le n scommesse è 1 - qn . In tutti gli altri casi, il giocatore vince la scommessa iniziale(B). Pertanto, l'utile atteso per singolo round è:
{\displaystyle (1-q^{n})\cdot B-q^{n}\cdot B(2^{n}-1)=B(1-(2q)^{n})}
Ogni volta che q > 1/2, l'espressione 1 - (2q)n < 0 per tutto n > 0. Pertanto, per tutti i giochi in cui un giocatore d'azzardo ha più probabilità di perdere che vincere una determinata scommessa, quel giocatore dovrebbe perdere denaro, in media, ad ogni round. Aumentare la dimensione della scommessa per ogni round secondo il sistema di martingala avrebbe il solo risultato di aumentare la perdita media.
Supponiamo che un giocatore abbia un bankroll di gioco di 63 unità. Il giocatore potrebbe scommettere 1 unità al primo giro. Ad ogni perdita, la scommessa viene raddoppiata. Pertanto, prendendo k come numero di precedenti perdite consecutive, il giocatore scommetterà sempre 2k unità.
Con la vittoria su un dato giro, il giocatore guadagnerà 1 unità sull'importo totale scommesso fino a quel punto. Una volta ottenuta questa vittoria, il giocatore riavvia il sistema con una scommessa di 1 unità.
Con perdite su tutti i primi sei giri, il giocatore perderà il totale delle 63 unità. Ciò esaurirà il bankroll e la martingala non potrà essere continuata.
In questo esempio, la probabilità di perdere l'intero bankroll e di non poter continuare la martingala è uguale alla probabilità di 6 perdite consecutive: (10/19)6 = 2,1256%. La probabilità di vincita è pari a 1 meno la probabilità di perdere 6 volte, ovvero: 1 - (19/10)6 = 97,8744%.
L'importo di vincita atteso è (1 × 0.978744) = 0.978744. L'importo atteso perso è (63 × 0.021256) = 1.339118. Pertanto, il valore atteso totale per ciascuna applicazione del sistema di scommesse è (0.978744 - 1.339118) = −0.360374.
In una circostanza unica, questa strategia potrebbe funzionare. Supponiamo ad esempio che il giocatore abbia esattamente 63 unità ma abbia totale necessità di arrivare a 64. Supponendo che q  > 1/2 (vero casinò) e che egli possa piazzare scommesse solo in pareggio, la strategia migliore che potrebbe adottare sarebbe una martingala descritta come segue: ad ogni giro, puntare il minimo importo in modo tale da raggiungere immediatamente il suo obbiettivo in caso di vincita. Se non avesse abbastanza per questo, semplicemente scommettere tutto. Alla fine o fallirà o raggiungerà il suo obiettivo. Questa strategia gli dà una probabilità del 97,8744% di raggiungere l'obiettivo di vincere un'unità contro una probabilità del 2,1256% di perdere tutte le 63 unità, e questa è la migliore probabilità possibile in questa circostanza. Tuttavia, una strategia di gioco così audace non è sempre ottimale ai fini di aumentare un capitale iniziale. Infatti nel caso in cui il giocatore possa scommettere somme arbitrariamente piccole e con probabilità di vincita arbitrariamente basse (ma con perdita attesa costante di 1/19 della puntata per ogni scommessa), e fare solo una scommessa per giro, allora potrebbero essere utilizzate strategie meno aggressive alternative con oltre il 98% di possibilità di raggiungere l'obiettivo.

## Analisi matematica alternativa
L'analisi precedente calcola il valore atteso, ma possiamo porre un'altra domanda: qual è la possibilità di utilizzare la martingala ed evitare la serie perdente abbastanza a lungo da raddoppiare il proprio bankroll?
Come prima, questo dipende dalla probabilità di perdere 6 spin di roulette consecutivi, supponendo che si facciano puntate su rosso/nero o pari/dispari. Molti giocatori credono che ci siano solo poche probabilità di perdere 6 spin di fila e che pazientando nell'utilizzo di questa strategia riusciranno ad accrescere il loro bankroll.
In realtà, le probabilità di perdere 6 volte consecutivamente sono molto più elevate di quanto si possa dedurre intuitivamente. Studi psicologici hanno dimostrato che poiché le persone pensano che le probabilità di perdere 6 volte consecutive su 6 giocate sono basse, presumono erroneamente che anche in una serie più lunga di giocate le probabilità siano basse. Ciò è dovuto ad una naturale tendenza della psicologia umana definita come euristica della rappresentatività, ovvero quella tendenza a categorizzare persone, cose o eventi non tanto in base alle probabilità statistiche, ma alla loro somiglianza o al loro grado di rappresentatività della categoria stessa.

## Anti-martingala
Questa strategia è conosciuta anche come la martingala inversa. Nella martingala tradizionale, i giocatori raddoppiano le scommesse dopo ogni perdita nella speranza che un'eventuale vittoria copra le perdite precedenti. L'approccio anti-martingala invece raddoppia la portata della puntata dopo le vittorie, mentre le riduce in caso di perdita. Il giocatore trarrà un beneficio da una serie vincente, tale da ridurre le perdite nel caso opposto. Questa strategia è comunque fallimentare per lo stesso motivo per cui lo è la martingala tradizionale, ovvero che ogni risultato di una scommessa è indipendente dall'altro.
Tuttavia, in un ambito diverso come quello del trading, l'anti martingala potrebbe, almeno ad un livello teorico, essere applicata con successo. I rendimenti azionari sono infatti correlati serialmente, e come conseguenza le serie di vincite o perdite tendono a verificarsi più spesso e ad avere durata più lunga rispetto a quella di processi puramente casuali. (vedi anche media dei costi in dollari.)